# Evherij Lyonski
Evherij Lyonski, lyonski škof, cerkveni oče, * okoli 380, † 449, Lyon.
Sveti Evherij Lyonski, plemenitega rodu, je bil pomemben dostojanstvenik galske Cerkve. Znan je po svojih pismih, ki zagovarjajo izredno samozatajevanje. Henry Wace ge je umestil ˝z izjemo sv. Ireneja , kot najodličnejšega med tistimi, ki so zasedali lyonski škofovski sedež˝.

## Življenje in dela
Po smrti žene Gale (rojene okoli 390) se je Evherij, kot je bila pogosta navada v 5. stol., za nekaj časa umaknil v samostan v Lerinsu, ki ga je ustanovil sv. Honorat na manjšem od dveh otokov Antibesa. Tja je odšel s sinovoma, Veranom in Salonijem, da bi živel ločeno in preprosto življenje, posvečeno študiju in izobrazbi sinov. Kmalu zatem je odšel dalje, na sosednji otok Lerona (današnja Sv. Margareta), kjer se je posvečal študiju in samozatajevanju. O svojih načrtih, da bi se pridružil puščavnikom na Vzhodu, se je posvetoval z Janezom Kasijanom, slavnim puščavnikom, ki se je iz Vzhoda vrnil v Marseille. Kasijan mu je odgovoril v nekaterih izmed svojih Collationes, opisujoč dnevno življenje egipčanskih puščavnikov. Okrog leta 428 je Evherij spisal svoj esej v obliki pisma De laude Eremi (Hvalnica puščave), ki ga je naslovil na škofa Hilarija Arleškega. Kljub posnemanju asketskega življenja egipčanskih puščavnikov je Evherij ohranil stike z ljudmi, ki so sloveli po učenju in pobožnosti: Kasijanom, Hilarijem Arleškim, Honoratom (pozneje je postal marsejski škof), Klavdijanom Mamertom, Sidonijem Apolinarijem in njegovim sorodnikom Valerijanom, ki mu je naslovil  svojo Epistola paraenetica ad Valerianum cognatum, de contemptu mundi (Pismo sorodniku Valeriju, o zaničevanju sveta) kot izraz obupa nad sedanjostjo in prihodnostjo sveta, ki je v zadnjih zdihljajih. To misel je delil z veliko izobraženci pozne antike  v upanju na svet, ki bo prišel. Erazem Rotterdamski je njegov latinski slog tako cenil, da je njegove spise uredil in jih objavil v Baslu leta 1520.
Evherijev Liber formularum spiritalis intelligantiae, naslovljen na sina Verana, je obramba upravičenosti alegoričnega branja Svetega pisma s primeri metafor iz psalmov in fraz, kot je Gospodova roka. Termin anagoge je tako biblično uporaben za prihod nebeškega Jeruzalema; predstavljeni pa so še drugi primeri, ki so postali vzorčni v klasični srednjeveški hermenevtiki.
Evherijeva slava je bila v JV Galiji kmalu tako razširjena, da je bil izbran za lyonskega škofa okrog leta 434 - gotovo je vsaj, da je prisostvoval na prvem koncilu v Orangu (441) kot lyonski metropolit v častni vlogi, ki jo je ohranil do smrti. Na škofijskem sedežu ga je nasledil sin Veran, medtem ko je drugi sin Salonij postal škof v Ženevi.
Med Evherijevimi drugimi pismi so tudi Institutiones ad Salonium, naslovljene na drugega sina. Prav tako je Evheriju pripisanih veliko homilij in drugih besedil.

## Povezave
- Salvatore Pricoco, 2014. Elogio del eremo: Introduzione, testo, traduzione e commento (Bologna: EDB).
- Evherij Lyonski, 2020. Hvalnica puščavi (slovenski prevod; Nena Bobovnik) v: Keria 22.1.203-217
- ˝De laude eremi˝ Arhivirano 2005-09-07 na Wayback Machine.( latinsko) v: The Latin Library
- ˝The World Contemned˝(˝De contemptu mundi˝)  (angleški prevod Henry Vaughan, 1654)

1. ↑  Post-Reformation Digital Library
2. ↑  Schäfer J. Ökumenisches Heiligenlexikon — 1998.